# Tem Folga na Direção
Tem Folga na Direção é um filme brasileiro de 1976 do gênero "Comédia", dirigido por Victor Lima. O roteiro é do diretor de uma história de Roberto Silveira e Zé Trindade (que também protagoniza o filme).

## Elenco
- Zé Trindade ...Waldemar "Parafuso-Quente"
- Alcione Mazzeo ...Marina
- Cyl Farney ...Cláudio
- Mário Petraglia ...Mário
- Estelita Bell ...	Margarida, esposa de Waldemar
- Humberto Catalano ...Pepino, italiano vizinho de Waldemar
- Fernando José ...	Evaristo, chefe da Oficina
- Hortência Tayer ...Baby, namorada de Cláudio
- Glória Cristal
- Carlos Novic
- Newton Martins
- Jaime Barcellos...bêbado do bar (participação)
- Rodolfo Arena
- Neuza Amaral...patroa de Marina (participação)
- Monah Delacy
- Ênio Santos...cunhado de Cláudio (participação)
- Pepa Ruiz

## Sinopse
Waldemar é um mecânico preguiçoso que chega sempre atrasado na oficina do Rio de Janeiro onde trabalha. Seu patrão, o playboy Claúdio, tolera suas faltas porque está interessado na filha dele, Marina. Waldemar não gosta desse assédio e quer que a filha continue com o namoro com Mário, um pobre rapaz do subúrbio.